# Manettia parvula
Manettia parvula là một loài thực vật có hoa trong họ Thiến thảo. Loài này được K.Schum. ex Wernham mô tả khoa học đầu tiên năm 1919.